# Место-Альбрехтице
Ме́сто-А́льбрехтице (чеш. Město Albrechtice), до 1945 года О́льберсдорф (нем. Olbersdorf) — город в Чехии.

## Географическое положение
Город расположен на северо-востоке Чехии, в Моравскосилезском крае, в округе Брунталь. Высота 350 м над уровнем моря. Площадь составляет 6527 га. Микрорегион, к которому относится город — Особлажско.
На текущий момент население составляет 3579 человек. По данным первой переписи, в 1910 году в городе проживало 2438 человек (из них 2345 проживали постоянно).

## Структура города
Город разделён на районы:
- Бурквиз
- Ческа-Вес
- Длуга-Вода
- Гинчице
- Линяртови
- Место-Альбрехтице
- Опавице
- Пискоржов
- Вальштейн
- Жари

## История
Первое упоминание о Место-Альбрехтице (Albrichtisdorf) относится к 1377 году. 4 августа 1563 по указу императора Фердинанда I населённый пункт получил статус города.
В 1817 году был основан завод по производству листового металла.

## Главы города
- Карл Эшнер (1885—1892)
- Альберт Титтель (1892—1898)
- Рудольв Колочек (1898—1899)
- Ксавер Банк (1899—1902)
- Адольф Коппитц (1902—1918)
- Густав Штольцель (1918—1919)
- Пауль Примавеси (1919—1928)
- Фридрих Хауке (1928—1932)
- Рудольф Коппитц (1932)
- Карл Гросс (1932)
- Фердинанд Цопп (1932—1933)
- Людвиг Рихтер (1933—1938)
- Карл Кауфманн (1938—1944)
- Рудольф Коппитц (1944—1945)
- Петр Шолц (2005—2007)
- Людек Волек (2007-н.в.)

## Население
| Год  | Численность | Численность |
| ---- | ----------- | ----------- |
| 1869 | 6335        | [ 6 ]       |
| 1880 | 6371        | [ 6 ]       |
| 1890 | 6230        | [ 6 ]       |
| 1900 | 5404        | [ 6 ]       |
| 1910 | 5219        | [ 6 ]       |
| 1921 | 5125        | [ 6 ]       |
| 1930 | 5268        | [ 6 ]       |
| 1950 | 3344        | [ 6 ]       |
| 1961 | 3497        | [ 6 ]       |
| 1970 | 3237        | [ 6 ]       |
| 1980 | 3407        | [ 6 ]       |
| 1991 | 3580        | [ 6 ]       |
| 2001 | 3626        | [ 6 ]       |
| 2014 | 3563        | [ 7 ]       |
| 2016 | 3512        | [ 8 ]       |
| 2017 | 3515        | [ 9 ]       |
| 2018 | 3518        | [ 10 ]      |
| 2019 | 3529        | [ 11 ]      |
| 2020 | 3499        | [ 12 ]      |
| 2021 | 3481        | [ 13 ]      |
| 2022 | 3421        | [ 14 ]      |
| 2023 | 3417        | [ 15 ]      |
| 2024 | 3415        | [ 3 ]       |

## Города-побратимы
- Глубчице, Польша